# Bruno Bachler
Bruno Bachler (* 9. Oktober 1924 in Insterburg; † 15. November 2011) war ein deutscher kommunistischer Widerstandskämpfer gegen den Nationalsozialismus, Häftling im KZ Buchenwald und Parteifunktionär der KPD.

## Leben
Bachler wuchs in einer ostpreußischen kommunistisch orientierten Familie auf, die sich auch nach ihrem Umzug von Insterburg nach Duisburg gegen den aufkommenden Nationalsozialismus engagierte. Bruno war als Kind Mitglied der Roten Jungpioniere. Sein Vater wurde am 27. Februar 1933, in der Nacht des Reichstagsbrandes, in „Schutzhaft“ genommen und in eines der frühen Konzentrationslager eingewiesen, in dem er an den Haftfolgen starb. Nach dem Besuch der Volksschule erlernte Bruno Bachler bei der Firma Mannesmann den Beruf des Drehers.
Nach dem Beginn des Zweiten Weltkrieges schloss er sich den Edelweißpiraten, einer widerständigen Jugendgruppierung, an. Als diese Mitgliedschaft bekannt wurde, ermittelte die Staatsanwaltschaft gegen ihn. Nachdem er 1942 seine Gesellenprüfung abgelegt hatte, wurde er zur Wehrmacht einberufen. Während seiner Rekrutenausbildung sammelte er heimlich von den Engländern abgeworfene Flugblätter auf, die er an Haushalte im Umfeld seiner Kaserne verteilte. Dabei wurde er ergriffen und vor ein Gericht gestellt, das ihn zu einem Jahr Gefängnis mit Frontbewährung verurteilte. Zunächst war er für ein Vierteljahr im KZ Buchenwald interniert, danach wurde er der Strafkompanie der 16. Panzer-Division an der Ostfront zugewiesen und dort zum Minenräumen eingesetzt. Eines Tages weigerte er sich, das Minenfeld zu betreten, wurde bei einem Fluchtversuch angeschossen und kam mit einer schweren Bauchverletzung in ein Lazarett, danach zu einer Ersatzeinheit in Braunschweig. Von dort desertierte er und setzte sich nach Sachsen ab, wo er auf den Einmarsch der Roten Armee wartete.
Nach Kriegsende kehrte Bachler 1945 nach Duisburg zurück. Hier gehörte er zu den Gründungsmitgliedern der KPD. Außerdem sammelte er Jugendliche in der Gruppe Neue Jugend um sich und gründete 1946 die Freie Deutsche Jugend in Duisburg. Als diese 1951 in der Bundesrepublik Deutschland verboten wurde, arbeitete er illegal weiter. Erneut wurde er verhaftet und zu drei Monaten Gefängnis verurteilt. Auch nach dem Verbot der KPD 1956 wurde er wegen illegaler Fortsetzung der politischen Arbeit im Sinne von Hochverrat wiederum für drei Monate inhaftiert. Einige Jahre später wurde er wegen illegaler Zusammenarbeit mit der DDR-Gewerkschaft FDGB von einem Gericht zu dreizehn Monaten Haft verurteilt, die er im Gefängnis von Kleve zubrachte. Daran wurden weitere fünf Monate Haft angehängt für ein altes Vergehen: das Organisieren von Ferienaufenthalten für Kinder aus der Bundesrepublik Deutschland in der DDR.
Bachler beteiligte sich an den Ostermärschen und rief zu Protesten gegen Kriegseinsätze der Bundeswehr auf. In Zusammenkünften der Vereinigung der Verfolgten des Naziregimes (VVN) berichtete er Jugendlichen über seinen Widerstand bei den Edelweißpiraten und von seinem KZ-Aufenthalt.
Bachler war verheiratet. Er starb am 15. November 2011.

## Ehrungen
Bruno Bachler wurde 2006 mit dem Rheinlandtaler des Landschaftsverbands Rheinland ausgezeichnet.